# Resucitando la fe en un beso fatal
Resucitando la fe en un beso fatal es el segundo disco de la banda chilena Difuntos Correa, editado el año 2006.

## Lista de canciones
1. Mujer Azul
2. Ud!
3. El Jardín
4. ¿Para qué?
5. El Precio
6. A la Vuelta de la Esquina
7. Depressive Love
8. Dame un Minuto más
9. Siempre Seguimos el Mismo Camino
10. Campesino
11. Beso Fatal
12. Mil Veces

## Sencillos
- "Mujer Azul"
- "Ud!"
- "El Precio"
- "Dame un Minuto más"

- Datos: Q6106576